# Селим III Герай
Сели́м III Гера́й (Гире́й) (крым. III Selim Geray, ٣ سليم كراى‎; 1713—1786) — крымский хан из династии Гераев (1765—1767, 1770—1771), сын хана Фетиха II Герая, внук Девлета II Герая.

## Биография
При Арслане Герае (1748—1756) занимал пост калги. На правление Селима III Герая пришлись крупные перемены в жизни Крымского ханства. Правя в первый раз, Селим III убеждал османского султана в необходимости заключения мира с Австрией для совместного противостояния России, но вскоре был лишен ханского звания.
В первое правление Селим III Герай назначил калгой и нурэддином своих братьев Мехмеда Герая и Кырыма Герая. Во второе правление Селим III назначил калгой своего брата Мехмеда Герая, а нурэддином — Кырыма Герая, сына хана Халима Герая.
К повторному его возвращению на престол Османская империя уже вступила в войну с Россией и оказалась неспособна защитить свои владения в Северном Причерноморье. Местные ногайцы, видя военный перевес русских, вышли из повиновения хану и Турции, перейдя на сторону России. Предложение выйти из турецкого вассалитета поступило из Петербурга и в Крым. Селим III Герай отказал русским и прекратил всякие переговоры по этому поводу — и тогда на полуостров в июне 1771 года вторглась русская армия под командованием генерал-аншефа князя В. М. Долгорукова. Русские войска, разгромив 70-тысячную армию крымского хана, захватили Перекоп, а через две недели в битве под Кафой была разбита ещё одна, 95-тысячная татарская армия. Русские войска заняли города Арабат, Керчь, Еникале и Балаклаву.
Среди крымских беев и даже среди ханской родни к этому времени уже возникла пророссийская партия, и это, наряду с неудачным ханским командованием, привело к тому, что противник в минимальные сроки оккупировал страну.
Бейское собрание подписало союз с Россией и решило отныне избирать хана самостоятельно, что означало выход страны из-под османского верховенства и установление независимости ханства. Селим III Герай поначалу подчинился мнению беев в надежде на перемену ситуации, но вскоре, осознав своё бессилие изменить что-либо, отрёкся от престола и удалился в Турцию.
О Селиме III Герае вспоминали как о храбром человеке, в то же время упрекая его за бездеятельность и нерешительность. Умер в 1786 году в городе Визе.